# Стоян Попиванов
Стоян Попиванов (на гръцки: Ιωάννης Παπαϊωάννου, Йоанис Папайоану, Παπαστογιάννης, Папастоянис) е гръцки духовник и революционер, деец на гръцката въоръжена пропаганда в Македония от началото на XX век.

## Биография
Попиванов е роден във воденското село Месимер, тогава в Османската империя, в 1842 година. Присъединява се към гръцката въоръжена пропаганда и действа като агент от III ред. С други дейци на гръцкия комитет обикаля близките села и създава революционни комитети. Български дейци правят два пъти неуспешни опити да го убият. Ръководителят на пропагандата солунския консул Ламброс Коромилас го кара да бяга в Солун, за да се спаси, но поп Стоян отказва.
През февруари 1905 година заедно с шестима други гръцки дейци отива в Под. Убити са от дейци на ВМОРО на връщане към Месимер.